# Герман Остгоф
Ге́рман О́стгоф (нім. Hermann Osthoff; 18 квітня 1847, Більмеріх, Рурська область — 7 травня 1909, Гайдельберг) — німецький мовознавець, доктор наук (1869), професор, представник школи молодограматиків. Відомий як автор праць з історичної фонетики та морфології індоєвропейських мов. 

## Біографія
Народився в містечку Більмеріх, що є передмістям Унни (зараз земля Північний Рейн-Вестфалія).
Навчався в Берлінському, Тюбінгенському та Боннському університетах, вивчав класичну філологію, германістику, санскрит, порівняльне мовознавство. Працював учителем гімназії в Касселі, пізніше в Лейпцизькому університеті під керівництвом А. Лескіна. З 1877 року — професор Гейдельберзького університету, викладав санскрит  і порівняльно-історичне мовознавство. Помер у Гайдельберзі.

## Науковий доробок
В історії мовознавства Остгоф відомий переважно як успішний співавтор лідера молодограматиків Бругмана; прізвища Остгофа та Бругмана стоять під так званим «маніфестом» (1878), що відкриває багатотомні «Морфологічні дослідження в області індоєвропейських мов», де в стислому вигляді сформульовано поняття "звукового закону" та інші ключові положення молодограматичної концепції (вважається, що автором цього тексту є переважно Бругман). В індоєвропеїстиці відомий також «закон Остгофа», що описує рефлекси плавних сонантів, котрі реконструюються для індоєвропейської прамови. 

## Вибрані праці
- Quaestiones mythologicae, Bonn, Caroli Georgi, 1869
- Forschungen im Gebiete der indogermanischen nominalen Stammbildung, Jena, Costenoble, 1875–1876, 2 voll.
- Das Verbum in der Nominalcomposition im Deutschen, Griechischen, Slavischen und Romanischen, Jena, H. Costenoble, 1878
- Morphologische Untersuchungen auf dem Gebiete der indogermanischen Sprachen (mit Karl Brugmann), Lipsia, S. Hirzel, 1878–1910, 6 vol. In: Brugmann Karl, Hermann Osthoff, Morphologische Untersuchungen auf dem Gebiete der indogermanischen Sprachen, G. Olms, Hildesheim-New York, 1974–1975 — ISBN 3-487-05079-X 3 vol.
- Das physiologische und psychologische Moment in der sprachlichen Formenbildung, Berlino, Carl Habel, 1879
- Schriftsprache und Volksmundart. Vortrag, gehalten im Museum zu Heidelberg am 14. December 1878, Berlino, Carl Habel, 1883
- Zur Geschichte des Perfects im Indogermanischen mit besonderer Rucksicht auf Griechisch und Lateinisch, Strasburgo, K. J. Trubner, 1884
- Vom Suppletivwesen der indogermanischen Sprachen. Akademische Rede zur Feier des Geburtsfestes des hochstseligen Grossherzogs Karl Friedrich am 22. November 1899 bei dem Vortrag des Jahresberichts und der Verkundung der akademischen Preise gehalten, Heidelberg, J. Horning, 1899
- Etymologische Parerga, Lipsia, S. Hirzel, 1901